# Nyanda
Nyanda Janelle Thorbourne, được biết đến nhiều hơn với nghệ danh một chữ Nyanda là một nghệ sĩ thu âm và nhạc sĩ người Jamaica-Mỹ từ Kingston, Jamaica. Nyanda là thành viên của bộ đôi R&B/reggae Brick &amp; Lace có album đầu tay, Love Is Wicky, được phát hành qua Geffen/Kon Live vào năm 2007 và nổi bật với đĩa đơn đứng đầu bảng xếp hạng "Love Is Wicky".
Vào tháng 2 năm 2013, Nyanda đã phát hành đĩa đơn quảng cáo đầu tiên của mình, "Trouble", sau khi thông báo rằng cô sẽ theo đuổi sự nghiệp solo trong âm nhạc. Đĩa đơn chính thức đầu tiên của cô, "Slippery When Wet", được phát hành vào tháng 9 năm 2013.

## Sự nghiệp

### Brick & Lace (2006-2012)
Sự nghiệp âm nhạc của Nyanda bắt đầu với tư cách là thành viên của nhóm nhạc po /reggae Brick &amp; Lace. Năm 2006, Akon đã ký hợp đồng với Konvict Muzik / Geffen Records và phát hành album đầu tay, Love Is Wicky vào năm 2007. Album đã tạo ra bốn đĩa đơn lọt bảng xếp hạng - "Never Never", "Get That Clear", "Bad to di Bone" và bản hit lớn nhất của họ, "Love Is Wicky", được trụ lại trong 97 tuần ở 7 bảng xếp hạng khác nhau.

### Sự nghiệp solo (2013-nay)
Tháng 2 năm 2013 đánh dấu sự ra mắt sự nghiệp của Nyanda với tư cách là một nghệ sĩ solo với việc phát hành đĩa đơn quảng cáo "Trouble". Được sản xuất bởi Black Lion, "Trouble" là bản phối lại của đĩa đơn đa bạch kim của Taylor Swift "I Knew You Were Trouble" hợp nhất nhạc reggae, dancehall và nhạc pop. "Trouble" đã lọt vào bảng xếp hạng UK Music Week's Top 30 Urban Club Charts trong tuần 7 (2013)  và trụ lại bảng xếp hạng trong 7 tuần, giữ vị trí cao nhất là #15.
Đĩa đơn chính thức đầu tiên của Nyanda, "Slippery When Wet", ban đầu được phát hành dưới dạng tải xuống miễn phí thông qua SoundCloud vào ngày 8 tháng 3 năm 2013. "Slippery When Wet" bước vào bảng xếp hạng UK Music Week's Urban Club Charts trong Tuần 27 (2013) và vẫn nằm trong Top 30 trong 5 tuần, đạt vị trí cao nhất là #13. Nó đã được cấp phép và phát hành chính thức vào cuối năm bởi Cloud 9 (Benelux), Magic Records (Ba Lan & Bulgaria) và Tropic Electric / InGroove (Phần còn lại của thế giới). "Slippery when Wet" đã giành giải thưởng cho Bài hát Reggae hay nhất tại Giải thưởng âm nhạc Indie của Radio 2014.
Vào tháng 8 năm 2013, Nyanda đã phát hành ca khúc electro fueled house, "Cool & Deadly"  với DJ người Nam Phi Euphonik và Fresh. "Cool & Deadly" đã được coi là một bài hát mùa hè của Nam Phi vào năm 2013  khi nó leo lên vị trí thứ 28 trên bảng xếp hạng Airplay của Nam Phi và đạt #1 trên Top 40 của 5FM. Video âm nhạc cho "Cool & Deadly"  được thực hiện theo phong cách phim tài liệu, với tất cả các cảnh quay được lấy từ Split Seconds, một bộ phim truyền hình gồm 5 phần trên Channel O cho thấy cái nhìn nhanh về Fresh và Euphonik ở Miami trong Hội nghị âm nhạc Mùa đông 2013.

### Bloodline
Năm 2010, Nyanda và các chị gái của cô đã thành lập nhóm sáng tác bài hát Bloodline. Họ đã viết những bài hát cho Kelly Rowland, Christina Aguilera, Nicole Scherzinger, Leah LaBelle và Arash. Năm 2012, cô đồng sáng tác đĩa đơn được chứng nhận vàng, đứng đầu bảng xếp hạng "Follow the Leader" của Wisin &amp; Yandel kết hợp với Jennifer Lopez.

## Từ thiện

### Reach A Hand Uganda (RAHU)
Vào tháng 2 năm 2014, Nyanda được bổ nhiệm làm Đại sứ thiện chí cho REACH A HAND UGANDA.